# Азаревичи
Азаревичи — семья белорусских актёров XVIII—XIX вв.

## Представители семьи
- Пелагея Васильевна, артистка балета XVIII—XIX вв. Родилась в Шклове. Училась у балетмейстера Мариодини. Крепостная танцовщица Шкловского театра графа С. Г. Зорича. Исполняла основные партии. В 1799 году отпущена на волю, до 1812 года выступала на московской сцене (известна под фамилией мужа Живокини; мать известного русского драматического актёра В. И. Живокини).
- Екатерина Лукьяновна (?, Шклов — после 1870), артистка балета. Племянница Пелагеи, мать Надежды и Марии. Ученица балетмейстера М. Пренчинского. Ведущая танцовщица Шкловского театра С. Г. Зорича. В 1800 передана дирекции Петербургских императорских театров. В 1802 году отпущена на волю.

Внебрачные дочери Екатерины Лукьяновны и директора Императорских театров А. А. Майкова:
- Надежда Аполлоновна (ок. 1802, Петербург — ?; по сцене Азаревич 1-я, по мужу Новицкая), артистка балета и драмы. Училась с сестрой Марией у драматурга и театрального педагога Шаховского в императорском театральном училище. В 1821—1826 выступала на петербургской сцене. Выделялась в пантомимических балетах Огюста и Ш. Дидло. Среди партий: Аспазия («Зефир и Флора»), Эвтерпа («Атис и Галатея»), Венера («Федра») — все на музыку К. Кавоса.
- Азаревичева, Мария Аполлоновна (1804, Петербург — 14.11.1888; по сцене Азаревич 2-я, в замужестве Волтовская), актриса. Ученица Шаховского и Е. С. Семёновой. В 1821—1843 выступала на петербургской сцене. Играла трагедийные (в пьесах В. Озеров, Ж.Расина, Вольтера) и комедийные (в пьесах И. А. Крылова, Шаховского) роли. Сыграла более 150 комедийных и водевильных ролей. Первая исполнительница роли Лизы в спектакле «Горе от ума» А. С. Грибоедова (поставлен в январе 1831). Похоронена на Волковском православном кладбище Санкт-Петербурга.